# Čeřenská hora
Čeřenská hora (664 m) je vrch v Miličínské vrchovině, na České Sibiři. Nachází se 2 km východně od města Votice. Je to výrazný strukturní hřbet z moldanubických pararul s žilnými žulami. Jsou zde četné skalní tvary zvětrávání a odnosu. Vrchol je zalesněný (smrky, místy borovice). Čeřenská hora je součástí Přírodního parku Džbány - Žebrák

## Přístup
Z turistických tras se k vrcholu Čeřenské hory nejvíce přibližuje žlutá stezka z Votic do Budenína, vedoucí po východním svahu hory - vystupuje do nadmořské výšky 640 m, ve vzdálenosti 250 m od vrcholu.